# پولیپ گردن رحم

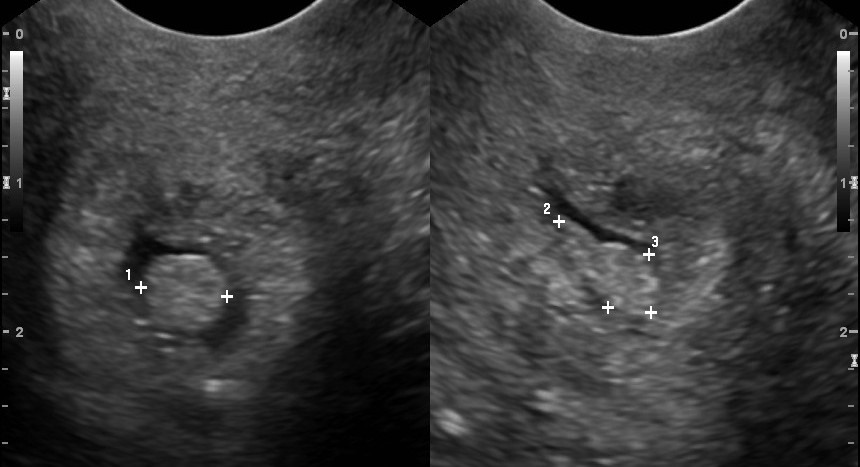
سونوگرافی به همراه دید مستقیم روش مناسبی برای تشخیص پولیپ دهانه رحم است.

پولیپ گردن رحم یک پولیپ یا تومور خوشخیم سطح گردن رحم است. پولیپ‌های گردن رحم می‌توانند باعث نامنظمی خون‌ریزی قاعدگی شوند اما اغلب هیچ نشانه‌ای نشان نمی‌دهد. درمان شامل حذف ساده پولیپ و پیش آگهی به‌طور کلی خوب است. حدود ۱٪ از پولیپ‌های گردن رحم ممکن است به سرطان منجر شوند.
این پولیپ‌ها بیشتر در خانم‌های پس از سن بلوغ و قبل از یائسگی که سابقه بارداری داشته‌اند شیوع دارد.

## علل ایجاد
علت تشکیل پولیپ‌های گردن رحم نامشخص است، اما پدیداری آن‌ها اغلب با التهاب دهانه رحم همراه است. سطوح بالای استروژن یا انسداد عروق آن ناحیه نیز ممکن است باعث ایجاد پولیپ‌ها شوند.

## نشانه‌ها
پولیپ گردن رحم اغلب بدون علامت است؛ ولی بیمارانی که علامت دارند معمولاً از خون ریزی‌های بین زمان‌های قاعدگی، خون ریزی‌های غیرطبیعی قاعدگی (منوراژی)، خون‌ریزی از واژن در زنان یائسه، خون‌ریزی بعد از رابطه جنسی و خروج ترشحات سفید مایل به زرد از واژن (لکوره) شکایت دارند.

## تشخیص
پولیپ گردن رحم می‌تواند در طول یک معاینه لگنی به صورت یک بیرون زدگی قرمز یا بنفش از کانال سرویکال دیده می‌شود. تشخیص می‌تواند توسط نمونه برداری از گردن رحم که ماهیت سلول‌های موجود را آشکار خواهد کرد، تأیید شود.

## درمان
پولیپ گردن رحم را می‌توان با استفاده از فورسپس حلقه برداشت. همچنین آن‌ها را می‌توان با گره زدن نخ بخیه به دورشان برید. پایه‌های باقی مانده از پولیپ را می‌توانند با استفاده از لیزر یا سوزاندن بردارند. اگر پولیپ عفونی شده باشد، آنتی بیوتیک تجویز می‌شود.

## پیش آگهی
۹۹ درصد از پولیپ‌های گردن رحم خوش‌خیم باقی خواهد ماند و در ۱٪ مواقع تغییرات نئوپلاستیک نشان خواهند داد. عود و رشد دوباره پولیپ‌های گردن رحم بعید بنظر می‌رسد.

## فاکتورهای خطر و همه گیر شناسی
پولیپ‌های گردن رحم بیشتر در زنان قبل از دوران یائسگی که سابقه بارداری داشته‌اند شایع است. آن‌ها در دختران پیش از قاعدگی و در زنان یائسه، نادر و غیرمعمول هستند.